# Hikaru Sulu
Hikaru Sulu es un personaje ficticio del universo de la serie de televisión Star Trek interpretado por George Takei y John Cho.

## Biografía ficticia
Hikaru Sulu es un oficial y piloto a bordo de la USS Enterprise (NCC-1701) al mando del capitán James T. Kirk. Sulu nació en San Francisco (California) en el año 2230. Su primer cargo a bordo de la USS Enterprise (NCC-1701), en el 2265, sería como responsable del departamento físico, pero enseguida se trasladó al puente para cubrir la función de piloto. Tras sus numerosas misiones con la USS Enterprise, Sulu obtuvo el mando de la USS Excelsior (NCC-2000) con la cual, a partir de 2290, llevó a cabo varias exploraciones en el cuadrante Beta, clasificando anomalías gaseosas. Precisamente en el transcurso de una de estas misiones de exploración, la Excelsior fue afectada (resultando afortunadamente indemne su tripulación) por la onda de choque de la explosión de la luna de Praxis (satélite de Kronos), suceso que llevaría a la firma de la alianza entre el Imperio Klingon y la Federación (Star Trek VI: Aquel país desconocido). En la película Star Trek Beyond, del 2016, se muestra con naturalidad cómo mantiene una relación de pareja con otro hombre (aunque está película sucede en el universo Kelvin, no en el original), y tiene una hija pequeña.

## Importancia cultural

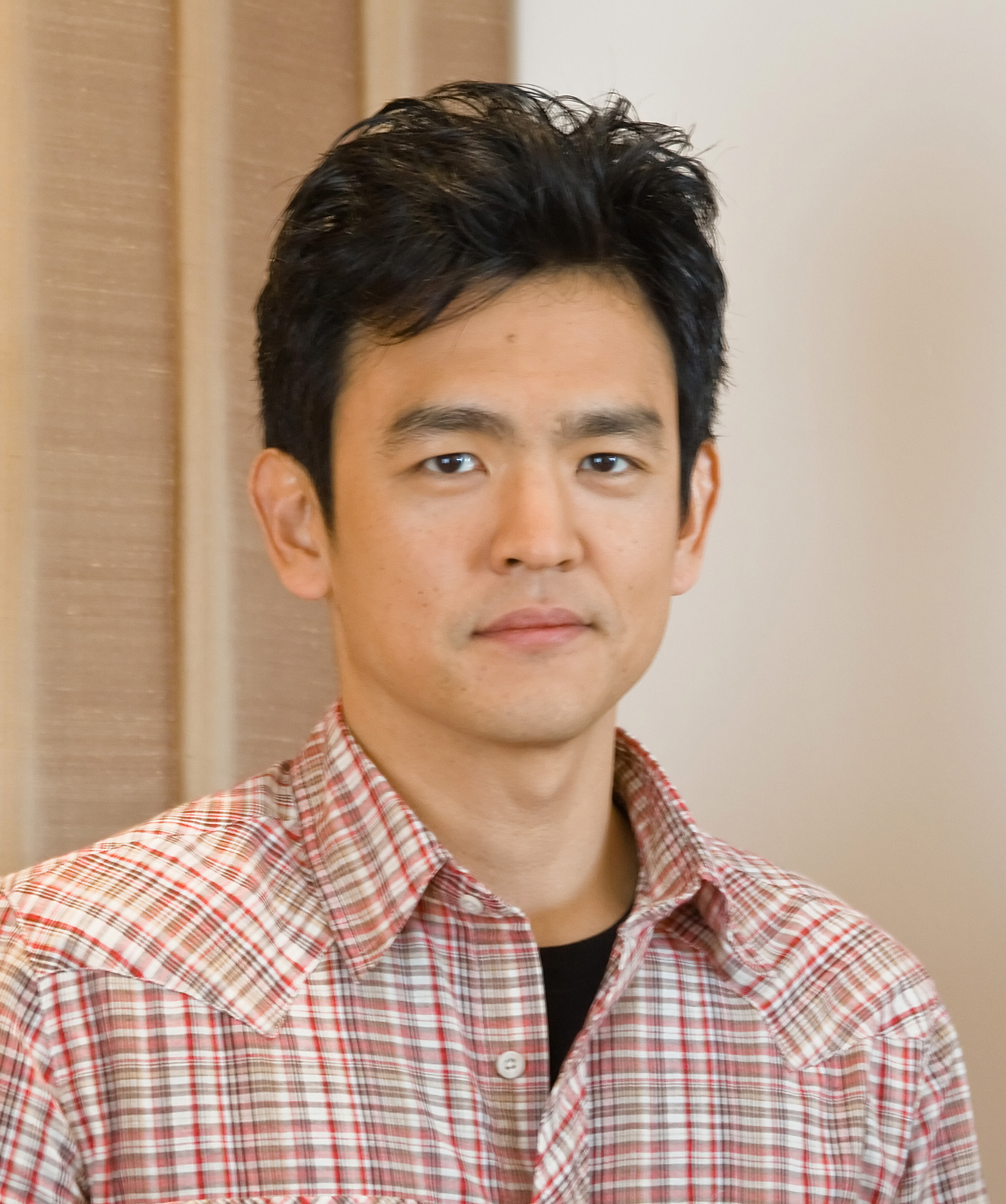
John Cho como el actual Sulu en Star Trek XI y sus secuelas, Star Trek Into Darkness y Star Trek Beyond.

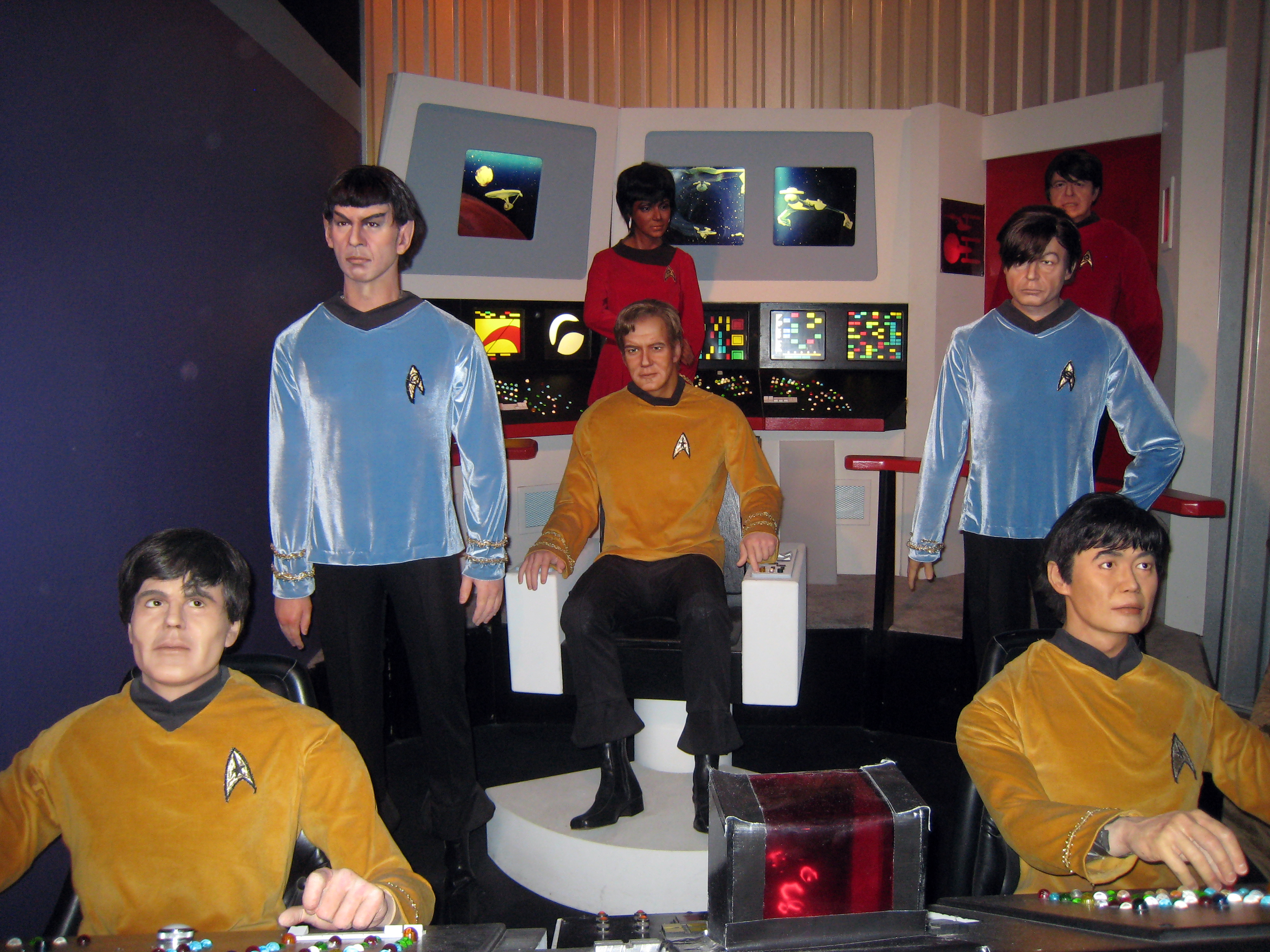
Representación de la multiétnica tripulación de Star Trek. Sulu abajo a la derecha.

- Es digno destacar que al comenzarse a transmitir Star Trek: La serie original (1966-1969), los personajes de origen étnico asiático, en la televisión, sólo interpretaban papeles esteoripados de humildes sirvientes, de malvados o ridículas caricaturas de asiáticos (lentes gruesos, dientes frontales prominentes, pésima dicción en inglés, etc). El personaje de Hikaru Sulu rompió totalmente con el molde de estos estereotipos, abriendo un espacio más digno para los actores y personajes asiáticos.
- Es destacable además, que tal como Chekov representaba un actual enemigo de esa época de Estados Unidos (entiéndase la Rusia Soviética en plena guerra fría), Sulu representaba al anterior enemigo de la Segunda Guerra Mundial y que en las películas de la época se les representaba como bárbaros suicidas. Sulu significa el reencuentro y el trabajo común entre las distintas culturas y razas.
- Sulu llega a ser capitán de la Excelsior tres años antes de los eventos de Star Trek VI y la historia de su hija está en la novela "La hija del capitán" de Peter David dónde se sabe que el nombre de su madre es Susan Ling.

- Datos: Q606202
- Multimedia: Hikaru Sulu / Q606202